# Tscherepanow-Dampflokomotive

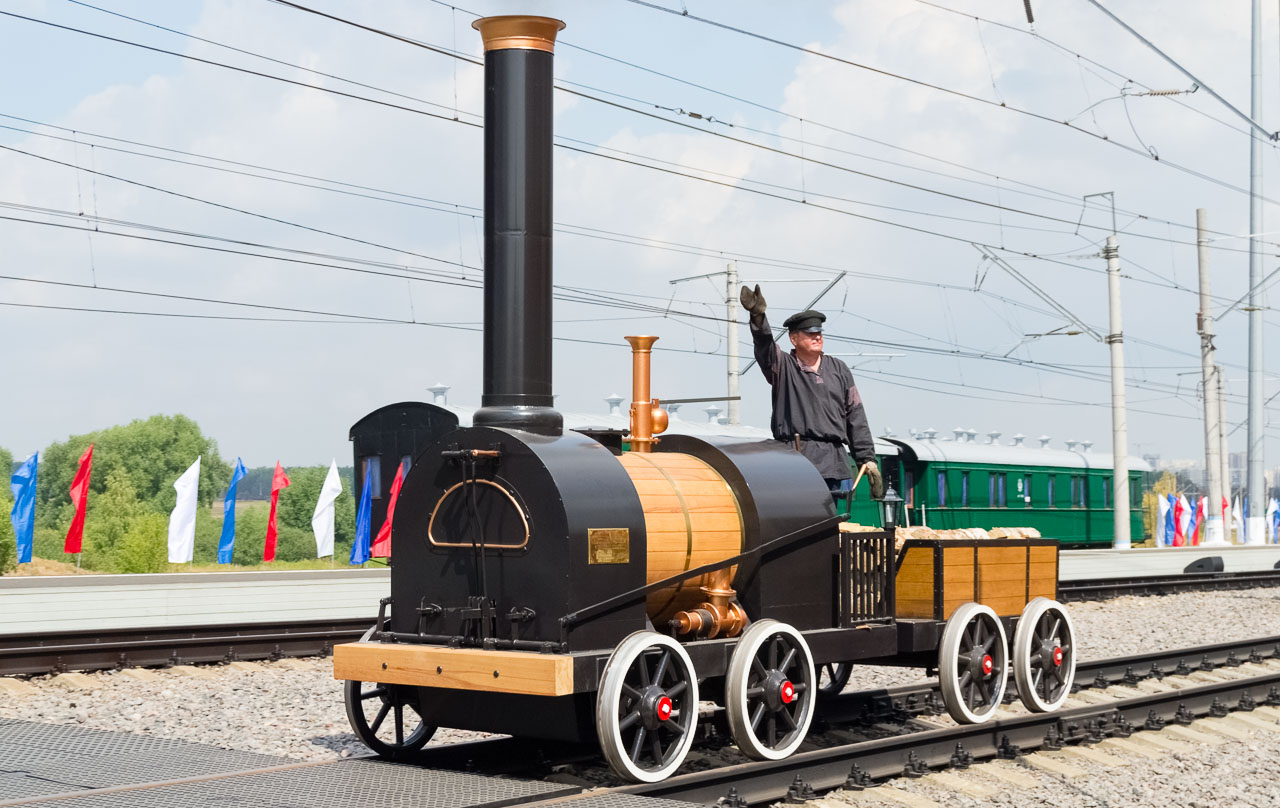
Nachbildung der Lokomotive aus dem Jahr 2014

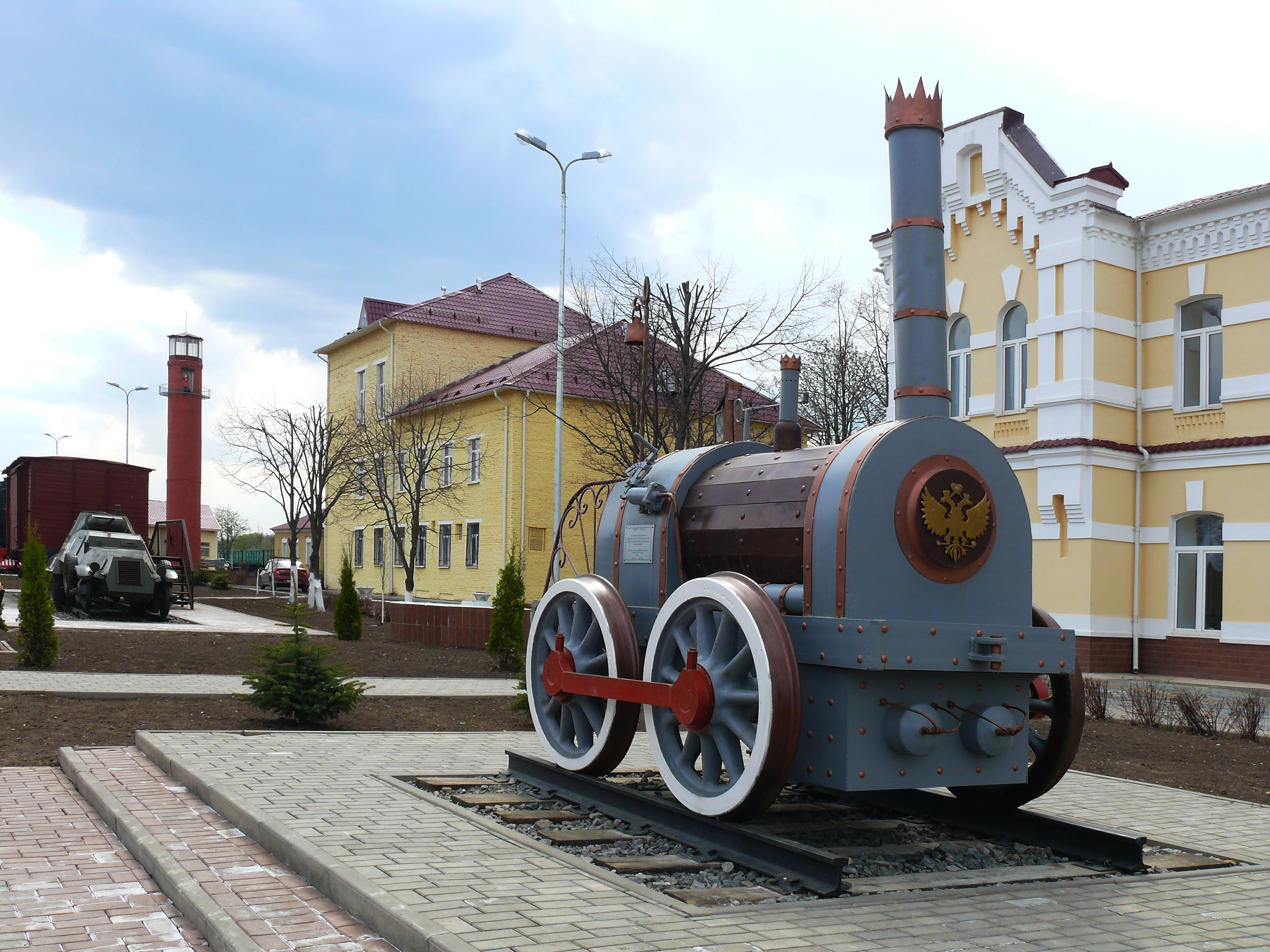
Denkmal in Wenjow

Die Tscherepanow-Dampflokomotive war die erste in Russland gebaute Dampflokomotive. Jefim und Miron Tscherepanow bauten die Lokomotive im Jahr 1834. Sie fuhr von einer Fabrik in Nischni Tagil zu einer nahe gelegenen Mine. Die zur Ergänzung der Lokomotive gebaute Strecke war die erste Dampfeisenbahn in Russland. Jefim und Miron Tscherepanow bauten ein zweites Modell, das 1835 nach Sankt Petersburg geschickt wurde.
Obwohl der Pferdetransport in den folgenden Jahren in Russland die dominierende Form des Güterverkehrs war, hat der Bau der Lokomotive das Wachstum des Schienenverkehrs in Russland beeinflusst.

## Hintergrund
Jefim Tscherepanow und sein Sohn Miron waren Leibeigene der Fabrikbesitzerfamilie Demidow und entwickelten während ihrer Arbeit mehrere Innovationen. Die beiden hatte viele Jahre lang Dampfmaschinen gebaut, um Wasser in die Minen zu pumpen. Beide haben Reisen nach England unternommen, Miron im Jahr 1833. Dort besichtigte er auch Dampflokomotiven. Sowjetischen Historikern zufolge war die Dampflokomotive die Erfindung von Tschererepanow und keine Kopie des englischen Modells.

## Konstruktion und Beschreibung
Das erste Modell der Lokomotive wurde 1834 nach rund sechsmonatiger Arbeit in der Freizeit des Duos fertiggestellt. Im August dieses Jahres sahen sich zahlreiche Menschen eine Ausstellung der Lokomotive auf einer Strecke von rund 854 Metern an. Die Lokomotive soll 3,2 Tonnen Fracht mit einer Geschwindigkeit von rund 15 km/h transportiert haben. Ein manueller Transport dieses Gewichts hätte ungefähr 50 bis 60 Arbeiter und etwa 30 Minuten benötigt, während es die Lokomotive in vier Minuten schaffte. Es wurden 30 PS gemessen. Das zweite Modell, das im März 1835 gebaut und Sankt Petersburg geschenkt wurde, verbesserte diese Werte und zog ein Gewicht von etwa 1000 Pud bei einer Geschwindigkeit von etwa 16,4 km/h. Das erste Modell wurde weiter in der Fabrik genutzt, auf einer zwei Kilometer langen Strecke von der Fabrik zu einer nahe gelegenen Mine. Diese Strecke war die erste Dampfeisenbahn in Russland.

## Rezeption und Nachwirkungen
Die Entwicklung der Lokomotive führte dazu, dass Jefim seine Freiheit gegeben und auch Miron drei Jahre später aus der Leibeigenschaft befreit wurde. Ein Patent für ihre Erfindung wurde ihnen verweigert. Die beiden sind kurz nacheinander gestorben, Jefim 1842 und Miron 1849. Für staatlich geförderte Eisenbahnen wurden zunächst Dampflokomotiven aus dem Ausland genutzt; erst 1857 wurde eine in Russland gebaute Lokomotive außerhalb einer Fabrik eingesetzt.
Die Geschichte der Lokomotive wird in mehreren Museen gezeigt. Sie ist zudem auf mehreren Briefmarken dargestellt.